# 吉祥院 (埼玉県上里町)
吉祥院（きちじょういん）は、埼玉県児玉郡上里町にある真言宗智山派の寺院。山号は阿保山。寺号は真光寺。本尊は大日如来。

## 歴史
この寺の創建年代等については不詳であるが、鎌倉時代中期には存在していたと見られ、戦国時代に安保氏の開基により中興されたという。江戸時代には多くの塔頭・末寺を有し、江戸幕府から朱印状を与えられていた。

## 文化財
- 上里町指定文化財
  - 阿弥陀如来坐像[1]